# Jan Jacob Schultens
Jan Jacob Schultens, född den 19 september 1716 i Franeker, död den 27 november 1778 i Leiden, var en nederländsk filolog. Han var son till Albert Schultens och far till Hendrik Albert Schultens.
Schultens ärvde faderns lärostol vid Leidens universitet. Alla tre bärarna av namnet Schultens var typiska representanter för den grundliga ihärdighet och kritiska nykterhet, som på den orientalska filologins område karaktäriserade den nederländska skolan.